# Donato Mascagni
Pour les articles homonymes, voir Mascagni.

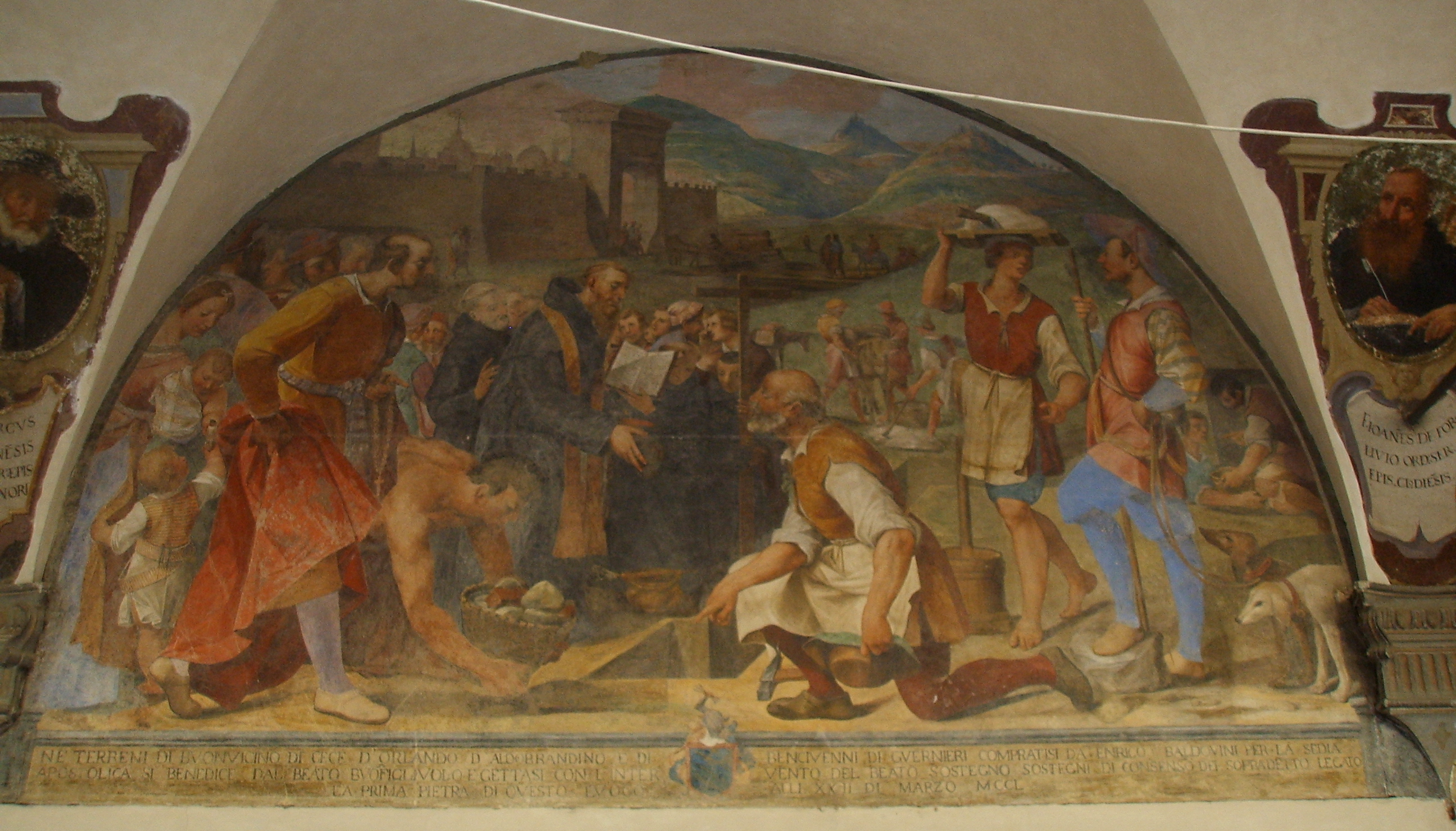
Grand cloître de la Santissima Annunziata, Posa della prima pietra di Santa Maria di Cafaggio

Donato Mascagni ou Donato Arsenio Mascagni (Florence, 1579 – Florence, 10 mars 1637) est un religieux, sculpteur et peintre italien de l'école florentine.

## Biographie
Donato Mascagni est un peintre de la Renaissance actif à Florence, Volterra, Rome, Mugello et Salzbourg. Élève de Jacopo Ligozzi, en 1590, il est inscrit à l'Arte del Disegno. En 1595, il travaille à la Badia di San Giusto et au Palazzo dei Priori de Volterra ; en 1598 il réalise des fresques à Santa Maria degli Angeli à Florence.
D'autres œuvres sont présentes à Borgo San Lorenzo, au couvent San Pietro à Luco (une Crucifixion, 1600 env.) ainsi qu'en l'église Santa Maria della Fontenuova à Monsummano Terme. Il est également connu sous le nom de Fra Frate Arsenio car il a rejoint les Servites en 1605. À cause de problèmes de santé, Il obtient une dispense spéciale par le cardinal Gerolamo Bernerio afin de se rendre à Florence et à devenir prêtre en 1609.
Il s'établit au couvent de la SS. Annunziata de Florence où il passe la plus grande partie de sa vie et dit sa première messe le 25 mars 1609.
Une partie de ses œuvres est conservée au couvent de la Santissima Annunziata, dont il affresque deux lunettes: 
- La miracolosa pittura del Volto della SS. Annunziata
- Il Beato Bonfiglio Monaldi getta la prima pietra della chiesa le 17 mars 1250.

Donato Mascagni travaille aussi à Vallombrosa (1609), à San Niccolò Oltrarno à Florence (1609), au couvent des Servites d'Innsbruck (1612), à Valladolid en l'église Las Descalzas Reales (1615) et surtout à Salzbourg pour les archevêques Wolf Dietrich von Raitenau (1587-1612), Markus Sitticus von Hohenems (1612-1619) et Paris Lodron (1619-1653).
Donato Mascagni arrive à Salzbourg en 1616, invité par Markus Sittikus afin de peindre au Château de Hellbrunn. Il travaille trois années (1616 - 1619) et retourne dans cette même ville, en 1624, appelé par l'archevêque Lodron, afin de décorer à fresque la nouvelle église de la ville.

 
Son portrait est conservé dans la cathédrale de Salzbourg, où le peintre a été actif de 1624 à 1627 avec l'inscription latine suivante :

« P. Arsenius Mascanius hic est, ordinis Servorum B.V.

domo florentinus, pictor celebris, cuius unico penicillo

novae huius basilicae fornix et prima altaria

sunt illustrata. Extanque ab eo tam intra quam extra ditionem

alia plurima artis e monumenta. Sed nec pictor melior

quam vir fuit. Tu pro eo, qui tuam pietatem pingendo

iuvit, ora.

Anno mdcxxxii. Aetatis suae (...) »

D'autres peintures se trouvent en l'église Santa Maria Assunta de Villa Lagarina, au couvent des Cappuccini de Rovereto et à Trento (1631 env.).
Le revenu tiré de la peinture a été utilisé pour subvenir aux besoins de sa famille. Après avoir beaucoup voyagé, il est retourné à Florence en 1630.
Donato Arsenio Mascagni est mort au couvent de la Santissima Annunziata de Florence le 10 mars 1637 à l'âge de 58 ans.

## Sources
- (it) Cet article est partiellement ou en totalité issu de l’article de Wikipédia en italien intitulé « Donato Arsenio Mascagni » (voir la liste des auteurs).

## liens externes
- (it)« Donato Mascagni », sur Treccani.it

- Ressources relatives aux beaux-arts :   - AGORHA
  - Bénézit
  - British Museum
  - MutualArt
  - National Gallery of Art
  - RKDartists
  - Union List of Artist Names
- Ressource relative à la musique :   - Bayerisches Musiker-Lexikon Online
- Notices dans des dictionnaires ou encyclopédies généralistes :   - Deutsche Biographie
  - Dizionario biografico degli italiani
  - Treccani
- Notices d'autorité :   - VIAF
  - ISNI
  - BnF (données)
  - IdRef
  - LCCN
  - GND
  - Espagne
  - Pays-Bas
  - Pologne
  - Catalogne
  - Vatican
  - WorldCat